# Lucia Klein Svoboda
Lucia Klein Svoboda (roz. Gažiová) (* 2. února 1979 Levoča) je slovenská scenáristka, režisérka a herečka žijící v České republice.

## Život
Lucia Klein Svoboda vystudovala VŠMU v Bratislavě obor herectví, dále studovala filmovou režii v Norsku a dokončila malý a velký doktorát v sociálních vědách. Kromě toho, že působí na akademické půdě a má na svém kontě několik odborných publikací, je Lucia Klein Svoboda autorkou a herečkou, roky působila ve slovenském legendárním divadle Astorka Korzo, Studiu L+S nebo Slovenském Národním Divadle, v Česku potom v brněnském divadle Bolka Polívky. Lucia Klein Svoboda se také věnuje filmovému herectví a hudební tvorbě, jako je například projekt Malá Zoe nebo album Solitéři. PhDr. Klein Svoboda je autorkou scénáře česko-slovenského filmu PIRKO, který se zabývá nelehkým osudem dívek z dětských domovů. Film PIRKO měl světovou premiéru na prestižním festivalu Tallinn Black Nights v listopadu 2016, PhDr. Klein Svoboda tento film i režírovala a produkovala. Její scénář k filmu Jako v ráji byl v roce 2017 na festivalu v Karlových Varech oceněn první cenou Filmové Nadace.
Lucia se narodila v roce 1979 na Slovensku. Její matka Mária Gažiová je docentka psychologie a soudní znalkyně, její otec je švédský hokejista (její nevlastní otec Ladislav Gaži je chemický inženýr). Má nevlastní sestru Ladislavu, která je úspěšná malířka.
V roce 2008 si vzala za manžela producenta Petra Svobodu (syna hudebního skladatele Karla Svobody), se kterým založila filmovou společnost Goodmind a natočila film PIRKO. Seznámili se na natáčení filmu Milenci & Vrazi, mají syna Ferdinanda a dceru Gretu. Umí hrát na housle a klavír.

## Filmografie
- 2021 Mstitel[2]
- 2016 PIRKO
- 2014 Jazzus
- 2010 Obhliadka
- 2008 Cinka Panna
- 2005 Rodinné tajomstvá
- 2004 Milenci & Vrazi
- 2002 Kruté radosti